# Albaredo d'Adige
Albaredo d'Adige és un comune (municipi) de la província de Verona, a la regió italiana del Vèneto, situat a uns 80 quilòmetres a l'oest de Venècia. A 1 de gener de 2020 la seva població era de 5.246 habitants.
Albaredo d'Adige limita amb els següents municipis: Belfiore, Bonavigo, Ronco all'Adige, Roverchiara i Veronella.